# Фазна трансформација
Фазна трансформација (фазна промена) унутар једног физичко—хемијског система је промена једног агрегатног стања или макроскопског уређења у друго. Та промена се манифестује наглом променом једне (или више) физичко—хемијских особина, у зависности од промене неке од функција стања (нпр. температура или притисак). Фазне трансформације у домену притисак-запремина-температура спадају у област физике под именом термодинамика. У фазне промене се убрајају и квалитативне промене које изазива магнетско поље (област електромагнетизма). 

## Класификације

### Еренфестова класификација
Пол Еренфест је класификовао фазне прелазе на основу понашања термодинамичке слободне енергије као функције других термодинамичких варијабли. Према овој шеми, фазни прелази су означени најнижим дериватом слободне енергије који је дисконтинуиран на прелазу. Фазни прелази првог реда показују дисконтинуитет у првом деривату слободне енергије у односу на неку термодинамичку променљиву. Различити прелази чврсто стање/течност/гас су класификовани као прелази првог реда, јер укључују дисконтинуалну промену густине, која је (инверзна) првом деривату слободне енергије у односу на притисак. Фазни прелази другог реда су континуирани у првом изводу (параметар реда, који је први извод слободне енергије у односу на спољашње поље, и континуиран је преко прелаза), али показују дисконтинуитет у другом изводу слободне енергије. Ово укључује феромагнетни фазни прелаз у материјалима као што је гвожђе, где се магнетизација, која је први дериват слободне енергије у односу на примењену јачину магнетног поља, непрекидно повећава од нуле како се температура спушта испод Киријеве температуре. Магнетна сусцептибилност, други дериват слободне енергије са пољем, се дисконтинуирано мења. Према Еренфестовој класификационој шеми, у принципу би могли постојати трећи, четврти и фазни прелази вишег реда.

### Савремене класификације
У модерној класификационој шеми, фазни прелази су подељени у две широке категорије, назване слично Еренфестовим класама:
Фазни прелази првог реда су они који укључују латентну топлоту. Током такве транзиције, систем или апсорбује или ослобађа фиксну (и типично велику) количину енергије по запремини. Током овог процеса, температура система ће остати константна како се топлота додаје: систем је у „мешовитом фазном режиму“ у коме су неки делови система завршили прелаз, а други нису. Познати примери су топљење леда или кључање воде (вода се не претвара тренутно у пару, већ формира турбулентну мешавину течне воде и парних мехурића). Јосеф Имри и Мајкл Вортис су показали да угашени поремећај може проширити транзицију првог реда. То јест, трансформација је завршена у коначном опсегу температура, али феномени као што су прехлађење и прегревање опстају и хистереза се примећује на термичком циклусу.
Фазни прелази другог реда се такође називају „континуираним фазним прелазима“. Карактерише их дивергентна осетљивост, бесконачна дужина корелације и распад корелација у близини критичности по степеном закону. Примери фазних прелаза другог реда су феромагнетни прелаз, суправодљиви прелаз (за фазни прелаз суперпроводника типа I је другог реда при нултом спољашњем пољу, а за суперпроводник типа II фазни прелаз је другог реда за нормалне прелазе мешовитог стање и прелазе мешовитог стања у суперпроводно стање) и прелаз суперфлуида. За разлику од вискозитета, термичка експанзија и топлотни капацитет аморфних материјала показују релативно изненадну промену температуре стакластог прелаза што омогућава прецизну детекцију коришћењем мерења диференцијалне скенирајуће калориметрије. Лев Ландау је произвео феноменолошку теорију фазних прелаза другог реда.
Осим изолованих, једноставних фазних прелаза, постоје прелазне линије као и вишекритичне тачке, када варирају спољни параметри попут магнетног поља или састава.
Неколико прелаза је познато као фазни прелази бесконачног реда. Они су континуирани, али не прекидају симетрије. Најпознатији пример је прелаз Костерлиц–Таулеса у дводимензионалном XY моделу. Многи квантни фазни прелази, на пример, у дводимензионалним електронским гасовима, припадају овој класи.
Прелазак течност-стакло се примећује у многим полимерима и другим течностима које се могу суперохладити далеко испод тачке топљења кристалне фазе. Ово је нетипично у неколико аспеката. То није прелаз између термодинамичких основних стања: широко се верује да је право основно стање увек кристално. Стакло је стање угашеног поремећаја, а његова ентропија, густина и тако даље зависе од термалне историје. Стога је стаклена транзиција првенствено динамичка појава: при хлађењу течности унутрашњи степени слободе сукцесивно испадају из равнотеже. Неке теоријске методе предвиђају основну фазну транзицију у хипотетичкој граници бесконачно дугих времена релаксације. Ниједан директни експериментални доказ не подржава постојање ових прелаза.
Показаnо jе да је транзиција гелирања колоидних честица фазна транзиција другог реда у неравнотежним условима.

## Карактеристична својства

### Фазна коегзистенција
Транзиција првог реда проширена поремећајем јавља се у коначном опсегу температура где део нискотемпературне равнотежне фазе расте од нуле до један (100%) како се температура снижава. Ова континуирана варијација коегзистирајућих фракција са температуром отворила је занимљиве могућности. Приликом хлађења, неке течности се витрификују у стакло уместо да се трансформишу у равнотежну кристалну фазу. Ово се дешава ако је брзина хлађења већа од критичне брзине хлађења, а приписује се молекуларним кретањима која постају толико спора да молекули не могу да се преуреде у кристалне положаје. Ово успоравање се дешава испод температуре формирања стакла , која може зависити од примењеног притиска. Ако се транзиција замрзавања првог реда дешава у опсегу температура, i  спада у овај опсег, онда постоји интересантна могућност да се транзиција заустави када је делимична и непотпуна. Проширивање ових идеја на магнетне прелазе првог реда који се заустављају на ниским температурама, резултирало је посматрањем непотпуних магнетних прелаза, са две магнетне фазе које коегзистирају, све до најниже температуре. Први пут објављенa у случају феромагнетне у анти-феромагнетну транзицију, таква истрајна коегзистенција фаза је сада пријављена у низу магнетних прелаза првог реда. То укључује манганитне материјале колосалне магнетоотпорности, магнетокалоричне материјале, материјале са меморијом магнетног облика, и друге материјале. Интересантна карактеристика ових запажања  опадања унутар температурног опсег у коме се транзиција дешава је да је магнетни прелаз првог реда под утицајем магнетног поља, баш као што је на структурни прелаз утиче притисак. Релативна лакоћа којом се магнетна поља могу контролисати, за разлику од притиска, отвара могућност да се може на исцрпан начин проучавати интеракција између  и . Фазни коегзистенција преко магнетних прелаза првог реда стога омогућава решавање отворених питања у разумевању стакла.

## Примери фазних трансформација
- Фазна трансформације чврсто-течно-гас једнокомпонентног система под утицајем температуре и/или притиска:

|               | Фазна промена | Фазна промена | Фазна промена                     | Фазна промена |
| Почетно стање | Чврсто        | Течно         | Гасовито                          | Плазма        |
| ------------- | ------------- | ------------- | --------------------------------- | ------------- |
| Чврсто        | Чврсто-Чврсто | Топљење       | Сублимација                       | -             |
| Течно         | Мржњење       | -             | Испаравање                        | -             |
| Гас           | Ресублимација | Кондензација  | -                                 | Јонизација    |
| Плазма        | -             | -             | Рекомбинација/Неутрализација јона | -             |
- Промене структуре кристала (структурни фазни прелаз)
- Промена од феромагнетних у парамагнетна својства материјала на Киријевој температури
- Промена магнетне структуре материјала
- Прелазак у стање суперфлуидности
- Прелазак у стање суперпроводљивости